# Festival Internacional de Bourges
El Festival Internacional de Música y Creación Electrónica de Bourges (en francés: Festival International des Musique et Créations Electroniques de Bourges), también conocido como Festival Synthese de Bourges, es un festival de música electroacústica francés, que se celebra cada año desde 1970 en Bourges (Cher).
Este festival no debe confundirse con el festival conocido como Primavera de Bourges o Printemps de Bourges, que es un festival de otro tipo de música que se celebra en el mismo lugar cada mes de abril, desde 1977.

## Organización
La organización del festival corre a cargo del «Institut International de Musique Electroacoustique» de Bourges (IMEB) —fundado en 1970 bajo la denominación de GMEB hasta 1994, por los compositores Françoise Barrière y Christian Clozier que desempeñan hasta hoy la dirección. Está reconocido como «Centre National de Création Musicale» del estado francés desde 1997. Funciona con subvenciones del «Ministère de la Culture», de la «Direction Régionale des Affaires Culturelles», de la «Ville de Bourges», del «Conseil Régional du Centre» y del «Conseil Général du Cher».
El Instituto de Bourges es uno de los más afamados centros de creación musicales y su importancia es reconocida internacionalmente, desempeñando labores de creación, investigación, difusión, formación/enseñanza, ediciones bibliográficas y fonográficas, Archivo/Estudio y conservación de músicas electroacústicas.

## Concurso de Bourges. Euphonies d'Or
Paralelamente al Festival se celebra un Concurso Internacional de gran prestigio en el mundo de la música alectroacústica y experimental. Entre 1970 y 1991, 124 obras han sido premiadas (1.er y 2.º Premio) en el Concurso, constituyendo un testimonio representativo los últimos 20 años, además de un recuerdo musical de una calidad excepcional.
Para festejar los 20 años del Concurso, en el Festival «Synthèse 1992», se decidió que un Jurado Internacional reescuchase todas las obras y seleccionase solo aquellas veinte obras (no veinte compositores) que considerasen de interés intemporal, distinguiéndolas con el galardón de «Euphonies d'Or (1970-91)» que serviría como reconocimiento de su participación en la memoria musical colectiva internacional. Esta distinción se amplió más adelante concediéndose los galardones «Euphonies d'Or 1972-2002».

### Euphonies d'Or
| Galardón                | Compositor             | País                  | Obra                                                                                                |
| ----------------------- | ---------------------- | --------------------- | --------------------------------------------------------------------------------------------------- |
| Euphonie d'Or 1992      | Javier Álvarez         | México                | Papalotl (para piano y cinta).                                                                      |
| Euphonie d'Or 1992      | Jack Body              | Nueva Zelanda         | Musik Dari Jalan.                                                                                   |
| Euphonie d'Or 1992      | Yves Daoust            | Canadá                | Quatuor.                                                                                            |
| Euphonie d'Or 1992      | Marcelle Deschenes     | Canadá                | Moll, opéra-lilliput pour 6 roches molles.                                                          |
| Euphonie d'Or 1992      | Paul Dolden            | Canadá                | Veils: studies in textural transformations.                                                         |
| Euphonie d'Or 1992      | Jonty Harrison         | Reino Unido           | Klang.                                                                                              |
| Euphonie d'Or 1992      | Georg Katzer           | Alemania              | Rondo.                                                                                              |
| Euphonie d'Or 1992      | Eduardo Kusnir         | Argentina · Venezuela | La Panadería.                                                                                       |
| Euphonie d'Or 1992      | Josh Levine            | Estados Unidos        | Tel.                                                                                                |
| Euphonie d'Or 1992      | Michael Obst           | Alemania              | Inside - (Infinite Chambers).                                                                       |
| Euphonie d'Or 1992      | Ake Parmerud           | Suecia                | Kren.                                                                                               |
| Euphonie d'Or 1992      | Zoltan Pongracz        | Hungría               | Mariphonia.                                                                                         |
| Euphonie d'Or 1992      | Jean-Claude Risset     | Francia               | Songes.                                                                                             |
| Euphonie d'Or 1992      | Klaus Röder            | Alemania              | Mr. Frankenstein's Babies.                                                                          |
| Euphonie d'Or 1992      | Eugeniusz Rudnik       | Polonia               | Mobile.                                                                                             |
| Euphonie d'Or 1992      | Denis Smalley          | Reino Unido           | Darkness after time's colours.                                                                      |
| Euphonie d'Or 1992      | Horacio Vaggione       | Argentina             | Thema (pour saxophone basse et bande).                                                              |
| Euphonie d'Or 1992      | Alejandro Vinao        | Argentina             | Go.                                                                                                 |
| Euphonie d'Or 1992      | Lothar Voigtlander     | Alemania              | Maikafer Flieg.                                                                                     |
| Euphonie d'Or 1992      | Trevor Wishart         | Reino Unido           | Red Bird.                                                                                           |
| Euphonie d'Or 1992-2002 | Natasha Barrett        | Reino Unido           | Utility of Space (Studio NoTAM d'Oslo (Norvège) y estudio del autor).                               |
| Euphonie d'Or 1992-2002 | Jonas Broberg          | Suecia                | Conversation in cadaques (Studios EMS de Stockholm).                                                |
| Euphonie d'Or 1992-2002 | Luigi Ceccarelli       | Italia                | Birds (pour clarinette basse et bande (Edison Studio de Roma)).                                     |
| Euphonie d'Or 1992-2002 | Pablo Cetta            | Argentina             | … que me hiciste mal… (C.R.C.A. de San Diego (USA))                                                 |
| Euphonie d'Or 1992-2002 | Jens Hedman            | Suecia                | Relief (Studios EMS de Stockholm (Suecia))                                                          |
| Euphonie d'Or 1992-2002 | Erik Mikael Karlsson   | Suecia                | La disparition de l'azur (Studios de IEMB de Bourges (France)).                                     |
| Euphonie d'Or 1992-2002 | Paul Koonce            | Estados Unidos        | Walkabout (Computer Center de Princeton University (USA))                                           |
| Euphonie d'Or 1992-2002 | Andrew Lewis           | Reino Unido           | Ascent (Studio de Musique Electroacoustique de l'Université de Wales (Grande-Bretagne))             |
| Euphonie d'Or 1992-2002 | Elio Martusciello      | Italia                | Proiezioni (Estudio del autor).                                                                     |
| Euphonie d'Or 1992-2002 | Jon Christopher Nelson | Estados Unidos        | Scatter (CEMI /Center for Experimental music and intermedia de la universidad de North Texas (USA)) |

Algunos otros compositores ganadores fueron el mexicano Manuel Rocha Iturbide y el argentino Mario Marcelo Mary.

## Academia Internacional de Música Electroacústica de Bourges
La Academia Internacional de Música Electroacústica ha sido constituida en Bourges por un grupo de compositores reunidos por el Instituto, que tiene como fines iluminar y transmitir la historia y el saber musical acumulado en los últimos cincuenta años, mediante una sesión anual en que los miembros discuten e intercambian ideas. Mientras que los coloquios consagrados a las técnicas y desarrollos tecnológicos son numerosos, el debate estético e ideológico sobre música electroacústica es muy poco practicado y ese es el fin principal de la Academia. También son prioridades suyas:
- La oposición a los nacionalismos y a los intereses personales que frecuentemente provocan deformaciones, inexactitudes en la información y lagunas en el tratamiento de la historia de la música.
- la oposición a toda autocracia que reduzca o manipule el pensamiento y la creación musical.

El conjunto de escritos y debates es publicado en un volumen bilingüe francés/inglés en la editorial «Mnémosyne Musique Média».

### Miembros de la Academia Internacional
| Compositor            | País                                     | Profesión                       | Notas |
| --------------------- | ---------------------------------------- | ------------------------------- | --- |
| Clarence Barlow       | India, Calcuta, 1945                     | Compositor                      | qui depuis longtemps poursuit un travail original avec de petits ordinateurs. Il est arrivé en 1968 àCologne et est resté en Europe depuis lors. |
| Françoise Barriere    | Francia, París, 1944                     | Compositor                      | co-fondatrice et directrice de l'Intitut International de Musique Electroacoustique de Bourges, du Festival International des Musiques et Créations Electroniques "Synthèse", et des Concours de Bourges. |
| Gerald Bennett        | Estados Unidos, Nueva Jersey, 1942       | Compositor                      | Il a co-fondé le «Centre Suisse de Musique Informatique» et enseigne à la Hochschule für Musik de Zurich. |
| José Manuel Berenguer | España, Barcelona, 1955                  | guitarrista y compositor        | Presidente de la Federación Española de Música electroacústica, il est très actif dans son pays pour le développement et la promotion des musiques électroacoustiques. |
| Lars Gunnar Bodin     | Suecia, Estocolmo, 1935                  | Compositor                      | Depuis les années 60, il se consacre uniquement à la composition en musique électronique. Pionnier du Text-Sound en Suède. Il a été plus de dix ans, «Directeur du Studio EMS» de Stockholm. |
| Rainer Boesch         | Suiza, Männedorf, 1938                   | Pianista y compositor           | Il est co-fondateur et directeur du «Centre Suisse de Musique Informatique» et enseigne à l'Institut Jaques-Dalcroze à Genève et au CNSM de Paris. |
| Pierre Boeswillwald   | Francia, Tulón, 1934                     | ingénieur du son y compositor   | a participé aux activités de l'Institut de Bourges dés les premières années de sa fondation. Il est professeur de musique électroacoustique au CNR d'Amiens. |
| Christian Clozier     | Francia, Compiègne, 1945                 | Compositor                      | a co-fondé et dirige l'Intitut de Bourges. On lui doit les générations d'instruments "Gmebaphone" pour le concert, et "Gmebogosse" pour la pratique amateur ainsi que de grands spectacles musicaux dans des sites prestigieux. Il est à l'origine de la fondation de la Confédération Internationale de Musique Electroacoustique (CIME). |
| Charles Dodge         | Estados Unidos, Ames, Iowa, 1942         | Compositor                      | Il est un des pionniers américains de la musique par ordinateur. Dés le débuts des années 70, il travaille sur le traitement informatique de la voix et des paroles. Il est actuellement professeur au Darthmouth College, à Hanover. |
| Simon Emmerson        | Reino Unido, Walverhampton, 1950         | Compositor                      | il rédige des articles et des livres sur la musique électroacoustique. Il est Maître de Conférence senior à l'Université de la Ville de Londres. |
| Sten Hanson           | Suecia, Klövsjö, 1936                    | Compositor                      | est un des compositeurs fondateurs de la musique électroacoustique dans son pays, et du genre "Text Sound Composition". D'abord Directeur de Fylkingen, puis Président de l'Union des Compositeurs de Suède, il est aujourd'hui Président de la CIME.                                                                                      |
| Georg Katzer          | Alemania, Silesia, 1935                  |                                 | Il a fondé le Studio de Musique Expérimentale (électroacoustique) à Berlin. En 1980, il a été professeur et détient une maîtrise de composition à l'Akademie der Kunste. Parallèlement aux oeuvres qu'il réalise, il pratique également l'improvisation.                                                                                   |
| Francisco Kröpfl      | Hungría, 1931                            |                                 | arrivé en Argentine en 1932. Pionnier de la musique électroacoustique en Argentine, il y fonde le premier studio en 1958, le Studio de Phonogie Musicale à Buenos Aires et il dirige le CICMAT, puis le LIPM. Il est directeur du Fond National des Arts d'Argentine.                                                                      |
| Léo Küpper            | Bélgica, Nidrum, 1935                    |                                 | a fondé le Studio de Recherches et de Structurations Auditives à Bruxelles où il a développé des automates sonores notamment stimulés par la voix, et des systèmes de diffusion sur coupoles sonores. |
| Max Mathews           | Estados Unidos, Columbus, Nebraska, 1926 | Investigador científico         | a fondé la synthèse numérique des sons par ordinateur aux Bell Telephone Laboratories. On lui doit également des instruments numériques tels son Violon et le Radio Baton. |
| Larry Austin          | Estados Unidos, Oklahoma, 1930           |                                 | Co-fondateur et président du CDCM (Consortium to Distribute Computer Music). Membre du Conseil dùAdministration de lùInternational Computer Music Association dont il fut le président de 1990 à 1994. Directeur du Studio EMS de lùUniversité du North Texas (1978-1996).                                                                 |
| Geneviève Mathon      | Francia                                  | Musicóloga                      | |
| Michael Obst          | Alemania, Franckfürt, 1955               | Pianista y compositor           | Il pratique l'improvisation et compose aussi bien pour les instruments, le film que la musique électroacoustique. |
| Bernard Piettre       | Francia                                  | Filosofoe.                      | |
| Eduardo Polonio       | España, Madrid, 1941                     | Compositor                      | fonda avec de Pablo et Vaggione le groupe ALEA Música Electrónica Libre dans les années 70. C'est l'une des figures principales de la musique électroacoustique espagnole. |
| Takayuki Rai          | Japón, Tokio, 1954                       |                                 | a séjourné une dizaine d'années en Hollande (Institut de Sonologie d'Utrecht). Il écrit lui-même ses propres programmes de composition sur ordinateur. Depuis son retour au Japón, il est directeur du Studio de Sonologie du Kunitachi College de Musique à Tokyo.                                                                        |
| Jean-Claude Risset    | Francia, Le Puy, 1938                    | Pianista y compositor           | Membre de l'équipe de Mathews à la Bell Telephone dans les années 60, il a le premier mis en évidence les applications musicales de la synthèse sonore par ordinateur et effectué des recherches de psychoacoustique appliquée aux sons instrumentaux. Il a été jusqu'en 1999 Directeur de Recherches au CNRS de Marseille.                |
| Curtis Roads          | Estados Unidos, Cleveland, 1951          | Compositor                      | il fut rédacteur du Computer Music Journal pendant plus d'une quinzaine d'années et très actif dans les acitivités de la Computer Music Association. dont il a été l'un des fondateurs. Nombreux articles et livres sur la musique informatique. Actuellement Professeur à l'Université de Californie à Santa Barbara.                     |
| Nicola Sani           | Italia, Ferrara, 1961                    | Compositor y periodista         | travaile également pour la radio/télévision italienne (RAI), le film, l'audio-visuel et réalise des installations multi media. |
| Alain Savouret        | Francia, Mans, 1942                      | Pianista, director y compositor | Membre du Collège des Compositeurs de l'Institut International de Musique Electroacoustique / Bourges. Il s'intéresse tout particulièrement aux pratiques sociales de la musique et à l'improvisation qu'il enseigne depuis quelques années au CNSM de Paris.                                                                              |
| Barry Truax           | Canadá, Ontario, 1941                    |                                 | fut membre du World Soundscape Project conducido por Murray Schafer. Professeur associé au Département des Communications et Directeur du Studio de Recherches Sonores à l'Université Simon Fraser de Burnaby. Ses programmes PODX et de granulation des sons par ordinateur sont utilisés par nombre de compositeurs.                     |
| Horacio Vaggione      | Argentina, Córdoba, 1946                 | Compositor                      | a séjourné ensuite aux USA, en Espagne où il fonda le Groupe ALEA avec de Pablo et Polonio, avant de s'installer à Paris où il est actuellement Maître de Conférences à l'Université Paris VIII St Denis. |